# Адміттанс
Електричний адміттанс (фр. Admittance від лат. Admittere пропускати, впускати) — комплексна провідність двополюсника для гармонійного сигналу.
В електротехніці адміттанс  або повна провідність - це міра того, наскільки легко коло або пристрій проводять електричний струм. Він визначається як зворотний опір імпедансу.
Стандартне позначення адміттанса в формулах — Y або y, розмірність — dim Y = L−2 M−1 T3 I2, одиниця виміру в SI — сименс. Скорочені позначення — См, міжнародне — S,
синонімічна одиниця - mho  (зворотне значення одного ома), і її символ - ℧ (омега Ω вгорі ). Олівер Гевісайд придумав термін адміттанс в грудні 1887 р.

## Математичний зміст
Під повною провідністю розуміють величину, обернену імпедансу (повному опору):
{\displaystyle {\dot {Y}}=1/{\dot {Z}}={\frac {1}{R+jX}}=G+jB=\left|{\dot {Y}}\right|e^{j\arg {\dot {Y}}}},
де Y - адміттанс, виміряний в сименсах;
Z — імпеданс вимірюваний в омах;
G — дійсна складова повної провідрості (соnductance);
B — уявна складова повної провідності (susceptance).
Адміттанс,так само як й імпеданс - це комплексне число,  складене з реальної частини (провідність, G ) та з уявної частини (сприйняття, B ), таким чином:
дійсна і уявна складові адміттанса пов'язані зі складовими імпеданса наступним відношенням:
{\displaystyle G={\frac {R}{R^{2}+X^{2}}}} ; {\displaystyle B={\frac {-X}{R^{2}+X^{2}}}},
де R і X — активна і реактивна складові імпеданса
Модуль адміттанса дорівнює:
{\displaystyle Y={\sqrt {G^{2}+B^{2}}}}.

## Фізичний зміст
Еквівалентну схему пасивного лінійного двополюсника в колі змінного струму можна подати у вигляді двох паралельно з'єднаних елементів — ідеального резистора з активним опором і ідеального (лінійного і без втрат енергії) реактивного елемента (конденсатора або котушки індуктивності). За такого еквівалентного заміщення активна провідність резистора буде відповідати дійсній складовій комплексної провідності, а реактивна провідність котушки або конденсатора — уявній складовій.
Закон Ома за використання комплексної провідності записують у вигляді:
{\displaystyle {\hat {I}}={\hat {U}}Y} або {\displaystyle {\hat {I}}={\hat {U}}G-j{\hat {U}}B={\hat {I}}_{A}+{\hat {I}}_{R}}
де I — сила струму; IA і IR — активна і реактивна складові струму; U — напруга на ділянці кола.
Опір - це властивість провідника створювати перешкоди проходженню чи міра протидії провідника проходженю постійного струму, тоді як імпеданс враховує не тільки опір, але й динамічні ефекти (відомі як реактивність). Крім того, адміттанс - це не тільки міра легкості, з якою може протікати постійний струм, але й динамічні ефекти сприйняття матеріалу до поляризації: 
```

  

    

      

        

          

            

              
Y

              
˙

            

          

        

        
=

        
G

        
+

        
j

        
B

      

    

    
{\displaystyle {\dot {Y}}=G+jB}

  

```

- {\displaystyle Y} - адміттанс, виміряний в сименсах.
- {\displaystyle G} - провідність, виміряна в сименсах.
- {\displaystyle B} - це сприйнятливість, виміряна в сименсах.
- {\displaystyle j^{2}=-1}

Динамічні ефекти сприйнятливості матеріалу співвідносять з універсальною діелектричною реакцією, законом про потужність, що визначає частоту адміттансу системи з частотою в умовах змінного струму

## Вимірювання
Для вимірювання адміттанса застосовують вимірювачі імітанса, вимірювачі добротності, аналізатори імпеданса, при цьому вимірювання проводять непрямим методом, а в діапазоні НВЧ також використовують вимірювальні лінії і вимірювачі повних опорів також непрямим методом.